# دریاچه لوگو

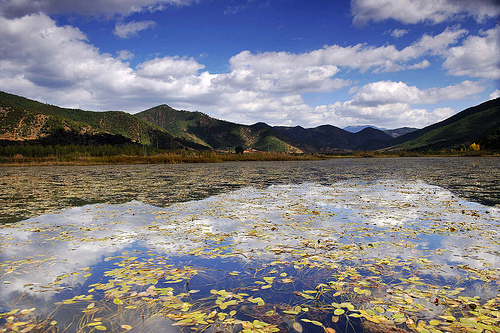
دریاچه لوگو

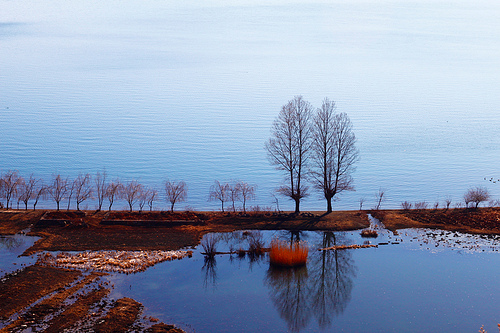
زمین‌های باتلاقی پیرامون دریاچه

دریاچه لوگو (به خط چینی: 泸沽湖، به پین‌یین: Lúgū Hú) در شمال غربی دشت یون‌نان در شهرستان خودمختار ینگ‌لیانگ یی در جمهوری خلق چین واقع شده‌است. این دریاچه مرز دو استان یون‌نان و سیچوآن است. لوگو دریاچه‌ای کوهستانی است که در ارتفاع ۲۶۸۵ متر از سطح آب‌های آزاد قرار دارد. این دریاچه توسط چندین کوه احاطه شده و پنج جزیره، چهار شبه‌جزیره و چهارده خلیج را در خود جای داده‌است. 
در اطراف این دریاچه چندین اقلیت قومی از جمله اقوام موسو، یی، پومی و تبتی‌ها سکونت دارند. معروفترین آنها موسوها هستند که ساختار خانوادگی منحصربفرد و باستانی آنها به «فسیل زنده‌ای برای تحقیق در مورد تاریخ تکوین پیوندهای زناشویی در انسان‌ها» و «واپسین قلمرو شگفت‌انگیز مادرسالاری» شهرت یافته است.
موسوها این پهنهٔ آبی را «دریاچه مادر» می‌نامند و نام چینی این دریاچه «لوگو هو» است. لوگو در زبان موسو به معنی «افتادن در آب» و «هو» نیز در چینی به معنی «دریاچه» است. در راهنماهای گردشگری چینی هم این منطقه به «سرزمین شگفت‌انگیز دختران»، «پادشاهی زنان» و «خانهٔ قبیلهٔ مادرسالار» شهرت دارد.
مساحت این دریاچه ۴۸.۵ کیلومتر مربع است. طول آن حداکثر به ۹.۴ کیلومتر و عرض آن حداکثر به ۵.۲ کیلومتر می‌رسد و ژرف‌ترین نقطه آن ۹۳ متر عمق دارد.

## بوم‌شناسی
این دریاچه از مناظر طبیعی چشم‌نواز و مقاصد مورد علاقه گردشگران در چین محسوب می‌شود. زیست‌بوم لوگو پوشیده از درختان صنوبر است. حیات وحش منطقه شامل حیواناتی چون آهوی ختن، کرکس، باز، روباه و پلنگ می‌شود. پرندگان مهاجر زیادی نیز برای گذران زمستان به آن می‌آیند.
۱۲ گونه ماهی در این دریاچه زندگی می‌کنند که چهار گونه بومی و بقیه گونه‌های خارجی هستند که در سال ۱۹۵۸ برای گسترش ماهیگیری در دریاچه رهاسازی شدند. حجم ماهیگیری در دریاچه در گذشته به ۵۰۰ تن در سال می‌رسید اما تخریب جنگل‌ها باعث کاهش شدید آن شده‌است.

## نگارخانه

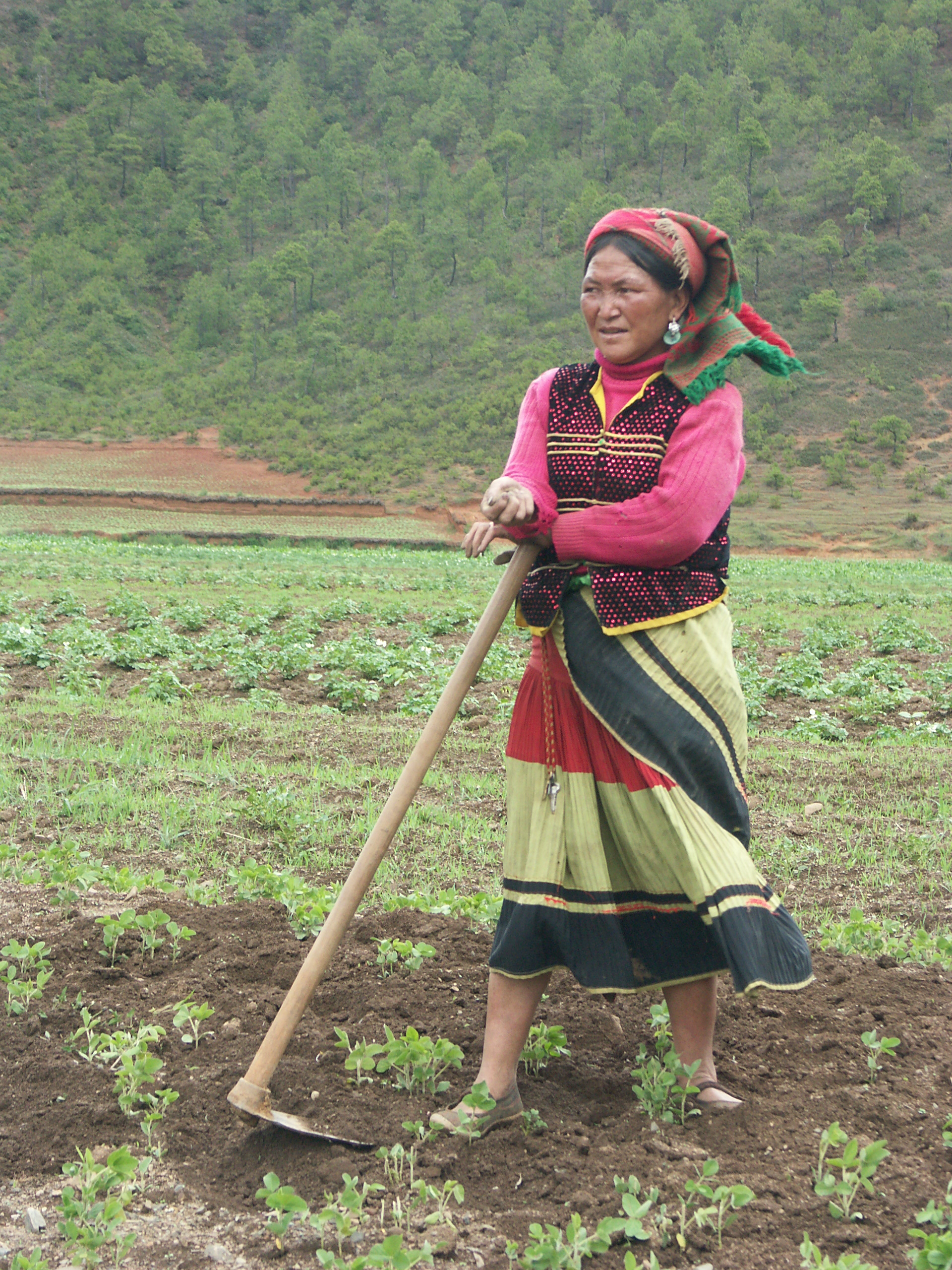
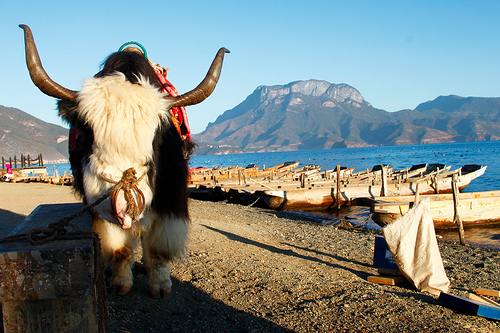
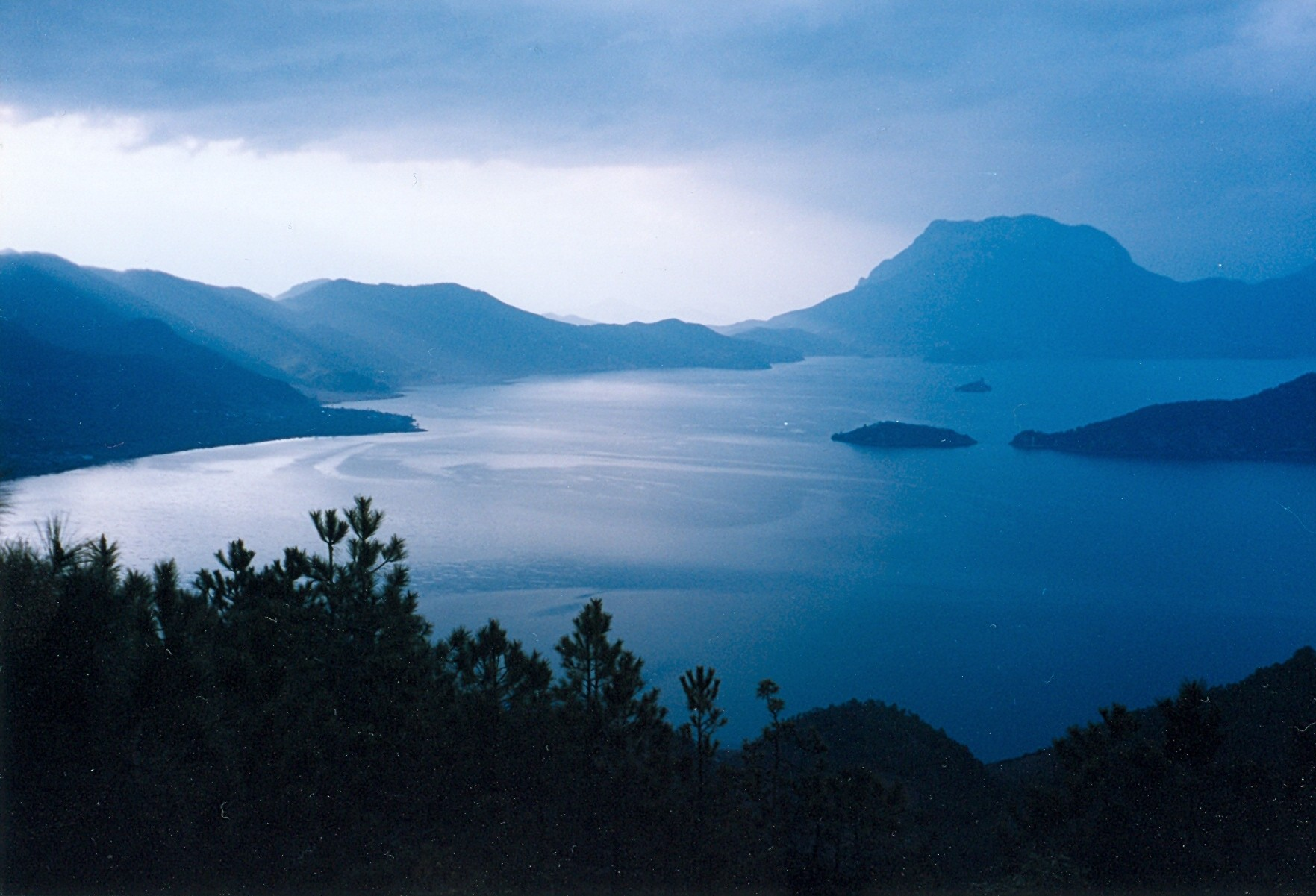
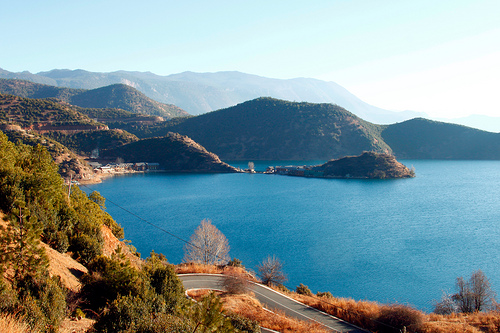